# Michel del Castillo
Pour les articles homonymes, voir del Castillo.
Michel del Castillo, né le 2 août 1933 à Madrid (Espagne) et mort le 17 décembre 2024 à Sens (Yonne), est un écrivain français, d'origine espagnole.

## Biographie

### Origines et jeunesse
La future mère de Michel del Castillo, Cándida del Castillo vit à Salamanque au 29 rue Castello ; son mari, Michel Georges Janicot, est un ressortissant français employé au Crédit lyonnais de Madrid.
Michel del Castillo naît à Madrid en 1933 sous le nom de « Miguel Janicot del Castillo », peu avant la guerre civile. Face à la montée des dangers en Espagne, son père retourne vivre seul en France quand leur enfant a 2 ans. Il occupe un poste de cadre commercial chez Michelin ; Cándida del Castillo et leur fils ont prévu de le rejoindre mais sont retardés. Lorsque le père revient en Espagne au printemps 1936, il découvre que sa femme a renoué avec un ancien amant, dont elle a eu deux fils par le passé ; les plans de fuite commune en France sont en conséquence annulés.
Sa mère, Cándida, très engagée politiquement, est proche du parti républicain de Manuel Azaña. Pourtant elle est emprisonnée par ces mêmes républicains de 1936 à 1937, pour s’être inquiétée du sort de prisonniers politiques. Durant l’emprisonnement de sa mère, le petit Michel lui rend visite, accompagné de sa grand-mère ; elle est ensuite condamnée à mort par les franquistes.
Ensemble, la mère et le fils fuient l'avancée franquiste et se réfugient en France chez Michel Janicot (le père), qui les aide un peu financièrement sans pour autant renouer avec son épouse. Alors que Cándida réclame encore de l'argent à son mari, durant la Seconde Guerre mondiale, celui-ci la dénonce aux autorités et la fait interner au camp de Rieucros à Mende avec Michel. Ce camp de réfugiés politiques est l'une des épreuves que l'écrivain décrira notamment dans son roman Tanguy. Il garde une certaine attache pour la ville de Mende, où une école reçoit ultérieurement son nom. Après s'être évadé, l'enfant est livré en otage par sa propre mère aux Allemands et envoyé en Allemagne dans des fermes de travail jusqu'à la fin de la guerre.
Rapatrié en France après la guerre, puis livré à l'Espagne, Michel del Castillo est enfermé, comme « fils de rouge », à l'Asilo Durán de Barcelone, une maison de redressement, véritable bagne. Il s’en évade en 1949.
Il a ensuite la chance d'être accueilli dans un collège de jésuites, à Úbeda en Andalousie. C'est avec le père jésuite Mariano Prados (Pardo dans Tanguy) qu'il découvre la littérature. Alors que son père biologique ne répond pas à ses lettres désespérées, il part à Sitges (Province de Barcelone) pour devenir ouvrier en 1950. Il est alors âgé de 17 ans.

### Carrière littéraire
Influencé par les romanciers Miguel de Unamuno et Fiodor Dostoïevski, Michel del Castillo publie en 1957 son premier roman, Tanguy, qui remporte un succès mondial. Ses romans ultérieurs reçoivent de nombreux prix, dont le Renaudot pour La Nuit du décret (1981) et le prix Femina essai pour Colette, une certaine France (1999). En 1995, il obtient le prix de l'Écrit intime.
Élu membre de l'Académie royale de langue et de littérature françaises de Belgique en 1997, il succède à l'historien Georges Duby.
Il a produit une série télévisée, La Saga des Français, pour Antenne 2.
En 2008, il publie un récit biographique inattendu consacré au général Franco. Opposant au régime franquiste, fils d'une républicaine espagnole condamnée à mort par les nationalistes, envoyé lui-même au travail forcé en Allemagne à l'âge de 10 ans, ayant subi des sévices à son retour en Espagne dans les maisons de redressement du régime, il rédige le portrait d'un homme qu'il considère comme physiquement courageux, un militaire « chimiquement pur », moins fasciste que conservateur et autoritaire, assez banal, et porte à son crédit, au passage, le décollage économique de l’Espagne. Au lieu de reprendre le cliché habituel du dictateur sanguinaire, inculte, poltron, del Castillo ne manque à aucun moment de se référer aux ouvrages des historiens de Brian Crozier (en), Antony Beevor, Bartolomé Bennassar, Gerald Brenan, Philippe Nourry et Stanley Payne. Sans chercher obstinément la réhabilitation du Caudillo, sans nier aucun des crimes ou des délits commis par les participants à la guerre civile ou lors de la dictature, il fait tomber les idées reçues, en passant notamment par « le fil de l'épée les biographies fantaisistes » ou celles des intellectuels tels que Paul Preston. Ce dernier historien ne nie en aucun cas les exactions côté républicain qui ont fait, selon lui, plus de victimes que la rébellion franquiste à Madrid et à Barcelone,,,.

### Vie privée

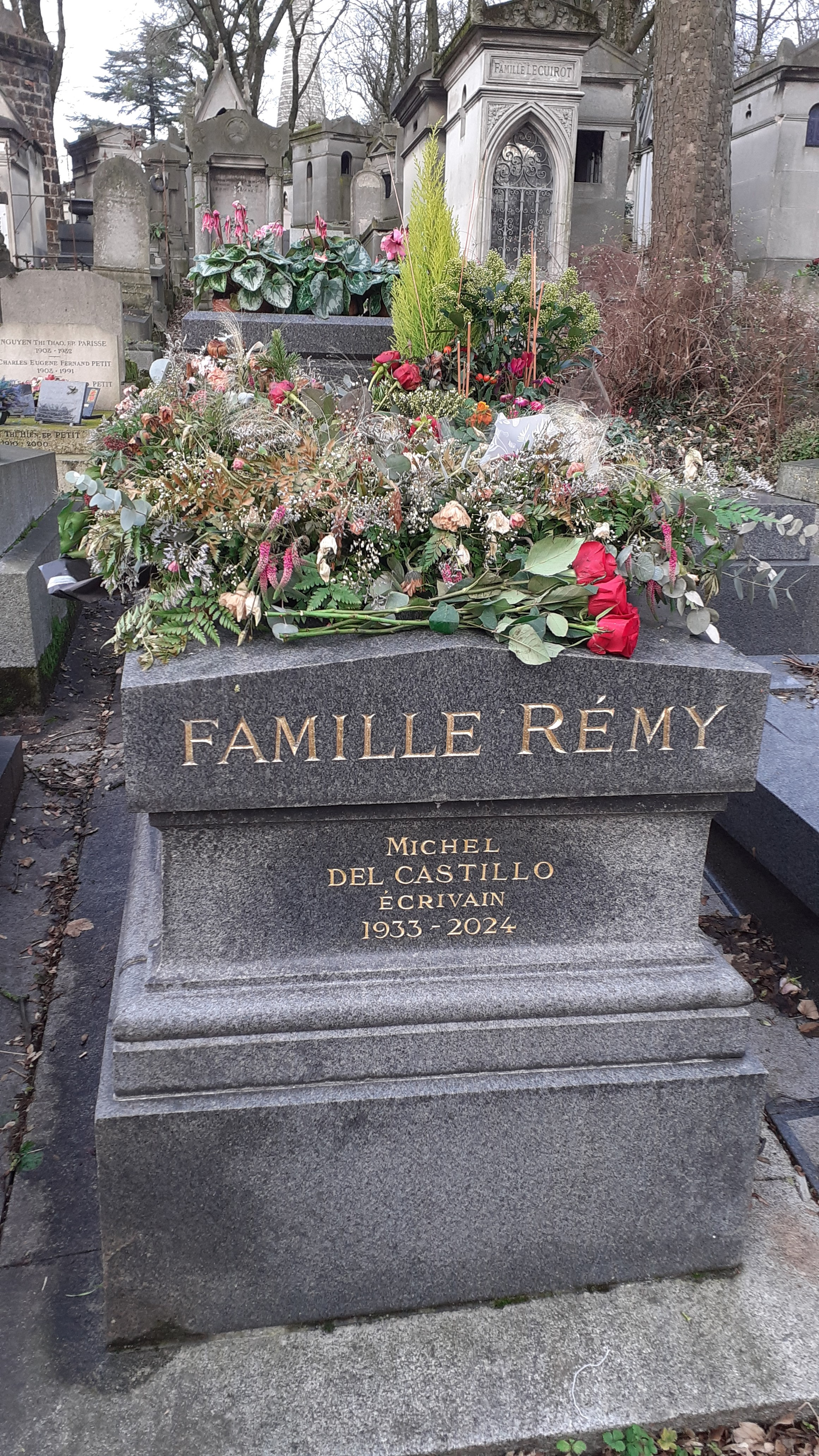
Tombe de Michel del Castillo au cimetière du Père-Lachaise (division 70).

En dehors des voyages, Michel del Castillo a une grande passion pour la musique classique. Il est ouvertement homosexuel.
Il s'est établi à La Calmette, près de Nîmes dans le Gard,.

### Mort
Michel del Castillo meurt le 17 décembre 2024, à l'âge de 91 ans, à Sens (Yonne),, d'une pneumopathie. Ses obsèques se tiennent dans l'après-midi du 27 décembre en la cathédrale de Sens, avant l'inhumation le lendemain au cimetière du Père-Lachaise (70e division, chemin Georges Hainl).

## Œuvres

### Romans et récits
- 1957 : Tanguy, éditions René Julliard, autobiographie romancée de son enfance
- 1958 : La Guitare, éditions René Julliard
- 1959 : Le Colleur d’affiches, éditions René Julliard
- 1960 : Le Manège espagnol, éditions René Julliard
- 1962 : Tara, éditions René Julliard
- 1965 : Les Aveux interdits : Le Faiseur de rêves, éditions René Julliard
- 1966 : Les Aveux interdits : Les Premières Illusions, éditions René Julliard
- 1967 : Gérardo Laïn, éditions Christian Bourgois
- 1972 : Le Vent de la nuit, éditions René Julliard – prix des Libraires et prix des Deux Magots
- 1975 : Le Silence des pierres, éditions René Julliard – prix Chateaubriand
- 1977 : Le Sortilège espagnol, éditions René Julliard
- 1979 : Les cyprès meurent en Italie, éditions René Julliard
- 1981 : La Nuit du décret, éditions du Seuil – prix Renaudot
- 1984 : La Gloire de Dina, éditions du Seuil
- 1987 : Le Démon de l'oubli, éditions du Seuil
- 1989 : Mort d'un poète, Mercure de France
- 1991 : Une femme en soi, éditions du Seuil – prix du Levant •  (ISBN 978-2-02013-523-8)
- 1993 : Le Crime des pères, éditions du Seuil – grand prix RTL-Lire •  (ISBN 978-2-02013-551-1)
- 1994 : Rue des Archives, éditions Gallimard – prix Maurice-Genevoix •  (ISBN 978-2-07073-858-8)
- 1996 : Le Sortilège espagnol : les Officiants de la mort, Fayard •  (ISBN 978-2-21359-768-3)
- 1997 : La Tunique d'infamie, Fayard •  (ISBN 978-2-21359-814-7)
- 1998 : De père français, Fayard •  (ISBN 978-2-21360-101-4)
- 2001 : Les Étoiles froides, Stock, tome 1 de sa trilogie •  (ISBN 978-2-23405-399-1)
- 2002 : Colette en voyage, éditions des Cendres •  (ISBN 978-2-86742-109-9)
- 2003 : Les Portes du sang, éditions du Seuil, tome 2 de sa trilogie •  (ISBN 978-2-02059-952-8)
- 2004 : Sortie des artistes, éditions du Seuil •  (ISBN 978-2-02066-207-9)
- 2006 : La Religieuse de Madrigal, Fayard •  (ISBN 978-2-75780-822-1)
- 2007 : La Vie mentie, Fayard – prix des Écrivains croyants •  (ISBN 978-2-21363-105-9)
- 2010 : Mamita, Fayard •  (ISBN 978-2-21363-343-5)
- 2018 : L'Expulsion : 1609-1610, Fayard •  (ISBN 978-2-21366-142-1)

### Essais
- 1970 : Les Écrous de la haine, éditions René Julliard
- 1985 : La Halte et le Chemin, chroniques éditions Bayard
- 1986 : Séville, collection « L'Europe des villes rêvées », éditions Autrement, Paris •  (ISBN 2-86260-184-5)
- 1991 : Andalousie, collection « Points planète », éditions du Seuil •  (ISBN 978-2-02012-713-4)
- 1993 : en collaboration avec Yves Belaubre, Carlos Pradal, éditions Loubatières •  (ISBN 978-2-02012-713-4)
- 1994 : préface à Une auberge espagnole
- 1995 : Mon frère l’Idiot – prix de l'Écrit intime
- 1999 : Colette, une certaine France – prix Femina essai
- 2000 : L’Adieu au siècle : journal de l'année 1999
- 2000 : Droit d’auteur, pamphlet
- 2002 : Algérie : l'Extase et le Sang, essai
- 2005 : Dictionnaire amoureux de l'Espagne – prix Méditerranée
- 2008 : Le Temps de Franco
- 2015 : Goya

### Théâtre
- 2002 : Une répétition, pièce consacrée à Jean Sénac
- 2003 : Le Jour du destin
- 2005 : La Mémoire de Grenade

## Hommages
Une école de Mende (Lozère) porte son nom.

## Récompenses et distinctions

### Récompenses
- 1973 : prix des Libraires pour Le Vent de la nuit
- 1973 : prix des Deux Magots, pour Le Vent de la nuit
- 1975 : prix Chateaubriand, pour Le Silence des pierres
- 1981 : prix Renaudot, pour La Nuit du décret
- 1991 : prix du Levant, pour Une femme en soi
- 1993 : grand prix RTL-Lire, pour Le Crime des pères
- 1994 : prix Maurice-Genevoix, pour Rue des Archives
- 1995 : prix de l'Écrit intime, pour Mon frère l'Idiot
- 1999 : prix Femina essai, pour Colette, une certaine France
- 2004 : prix François-Victor-Noury 2004, pour l'ensemble de son œuvre[16]
- 2005 : prix Méditerranée, pour Dictionnaire amoureux de L’Espagne
- 2008 : prix des Écrivains croyants, pour La Vie mentie
- 2016 : grand prix de littérature Henri-Gal, pour l'ensemble de son œuvre[17]

### Décorations
- Commandeur de l'ordre des Arts et des Lettres Il est fait commandeur lors de la promotion du 17 juin 1991[18].